# Омладинско позориште Мастер клас Житорађа
Омладинско позориште „Мастер клас” ради и ствара под окриљем КЗМ у Житорађи. Основано је 2014. године, на иницијативу младих са територије општине Житорађа, а уз велику и несебичну подршку тадашњег координатора КЗМ-а Далибора Милића. Позориште „Мастер клас” је са спремањем своје прве представе кренуло у децембру 2014. године, а прва представа која је изведена је Боинг Боинг по тексту Марка Камолетија у режији Небојше Миленковића Јумбе и Мирољуба Мировића Фацира. Премијера је изведена пред око 300 људи у сали Дома културе, 8. априла 2015. године. Први глумци који су изашли пред Житорађском публиком као ансамбл позоришта „Мастер клас” су : Мирослав Ранђеловић, Немања Тонић, Ивона Перић, Исидора Младеновић, Јасмина Бера и Анита Радојевић. Представа је наишла на одобравање код публике где год да је играна, а доказ за то су и награде за глумца вечери и за најбољу мушку улогу на фестивалу аматерских позоришта у Лебану, као и на фестивалу омладинских позоришта Топлице Театроспектива, где је оба признања узео глумац „Мастер клас” Немања Тонић. Током 2016. „Мастер клас” је престао са радом све до марта 2017, када крећу са припремом комада „Позориште у Паланци, илити Мајмун и трагичар” по тексту Радосава Дорића, а у режији Срђана Живковића Премијера, који се очекује за мај месец.

## Представе
- 2015 — „Боинг Боинг”
- 2017 — „Позориште у Паланци”

## Глумачки ансамбл
- Мирослав Ранђеловић
- Немања Тонић
- Никола Вељковић
- Андрија Илић
- Андрија Станковић
- Михајло Ристић
- Лука Атанасковић
- Ивона Перић
- Исидора Младеновић
- Александра Николић
- Јасмина Бера
- Марија Маринковић